# Alexander Leksell
Eric Fredrik Alexander Leksell (sinh ngày 14 tháng 11 năm 1997) là một cầu thủ bóng đá người Thụy Điển thi đấu cho GAIS ở vị trí hậu vệ.